# 정목
정목(?~)은 대한민국에서 활동하는 대한불교조계종 소속의 비구니 승려이다. 현재 서울정각사 주지이다. 또한, 유나방송 대표이다.